# Callionymus limiceps
Callionymus limiceps es una especie de peces de la familia Callionymidae en el orden de los Perciformes.

## Distribución geográfica
Se encuentra al norte de Australia.